# Зелена Нива (Тверська область)
Зелена Нива (рос. Зелёная Нива) — селище в Торжоцькому районі Тверської області Російської Федерації.
Населення становить 53 особи. Входить до складу муніципального утворення Большесвятцовське сільське поселення.

## Історія
Від 2005 року входить до складу муніципального утворення Большесвятцовське сільське поселення.

## Населення
| 1997 | 2002 | 2010 |
| ---- | ---- | ---- |
| 95   | ↘66  | ↘53  |